# Okrajno sodišče na Vrhniki
Okrajno sodišče na Vrhniki je okrajno sodišče Republike Slovenije s sedežem na Vrhniki, ki spada pod Okrožno sodišče v Ljubljani Višjega sodišča v Ljubljani. Trenutna predsednica (2007) je Nada Jelovšek.